# 悬岩棘豆
悬岩棘豆（学名：Oxytropis rupifraga）为豆科棘豆属下的一个种。